# Saurita dulcicordis
Saurita dulcicordis är en fjärilsart som beskrevs av Dyar 1907. Saurita dulcicordis ingår i släktet Saurita och familjen björnspinnare. Inga underarter finns listade.